# クモヒトデ
クモヒトデ（蜘蛛海星、蜘蛛人手）は、クモヒトデ綱（蛇尾綱）に属する棘皮動物の総称。ヒトデと近縁な関係にある。柔軟な腕（わん）を足として使い、海底をはって移動する。ヒトデのように移動に管足を使わないことが特徴である。一般にクモヒトデ類は、5本の細長いムチ状の腕をもつ。腕の長さが60cmに達する種類もある。
クモヒトデは、2種類の主要分岐群に分かれる。クモヒトデ目 (Ophiurida、英名 brittle star) とユウレイモヅル目 (Euryalida、英名 basket star) である（「補足情報」参照）。ほとんどのクモヒトデ類は、通常、人が訪れるような浅瀬では目にすることができない。しかし、クモヒトデ類は多様性の高い生物であり、サンゴ礁のような浅瀬にも生息する。今日、約1,500種類のクモヒトデ類が存在する。多くの種は、500m以上の深い海底にも生息する。

## 分布
極地から熱帯に至るすべての主要な海域に分布する。ウミユリ類、ナマコ類、クモヒトデ類は、500mよりも深い海洋底を支配しているといってもよい。テヅルモヅル類 (basket star) は、さらに深海に分布している。クモヒトデ類は6,000m以上の深海にも生息している。しかしながら、クモヒトデ類は浅海であるサンゴ礁においても重要な構成要素である。そこでは、彼らは岩の陰や他の生物の内部にまで潜り込んで隠れている。2-3種類のクモヒトデ類は汽水にも耐えるが、これは、他の棘皮動物では例がないことである。

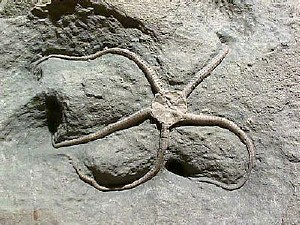
クモヒトデの一種Palaeocomaの化石の写真。中生代ジュラ紀中期ライアス統層のいわゆる「ヒトデ岩床」から産出したPalaeocoma egertoni。イングランドのドーセット州ブリッドポート産。岩石基質上の直径が9.5cmある完全な標本

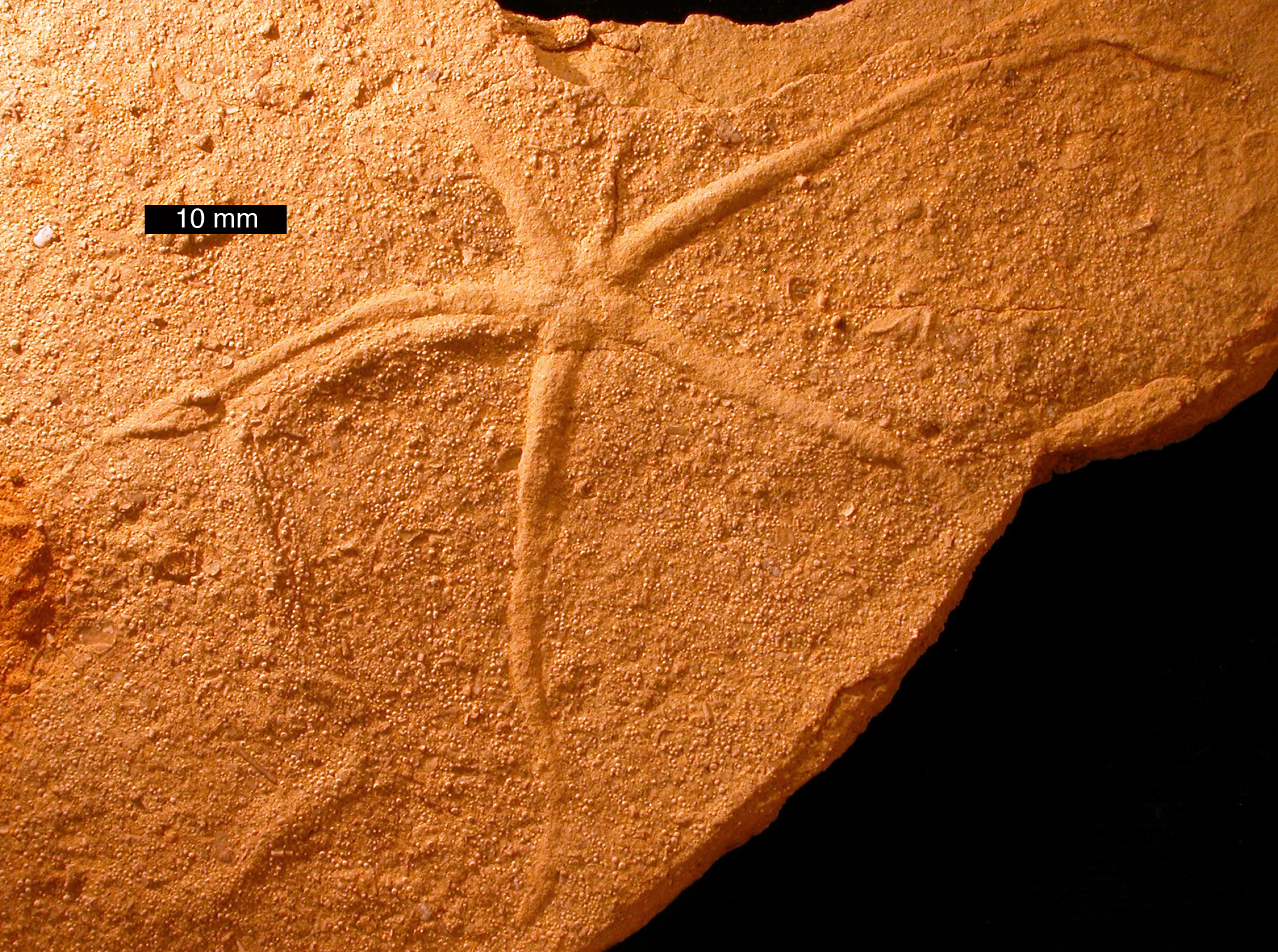
Asteriacites

クモヒトデ類は、古生代オルドビス紀初期、つまり約5億年前に分岐したグループである。クモヒトデ類の英名であるbrittle star（もろい星型のもの）という名前が示す通り、化石はもろく、ばらばらになりやすい。

## 盤と内部器官
他の棘皮動物同様に炭酸カルシウム（方解石）の骨格を備える。クモヒトデ類の骨格は、結合して装甲板のようになっている。
他の棘皮動物と同様、クモヒトデ綱の生体構造には、かなり明確に五つの対称軸を持つ（5放射相称）。中央の盤（ばん）に結合した5つの腕をもつ点において、その外形はヒトデ綱によく似ている。しかしながら、クモヒトデ類では腕と盤がはっきり区別できる点が異なる。盤にはすべての内臓が含まれている。つまり、ヒトデ綱とは異なり、消化器官や生殖器官は腕には入っていない。
口の周囲には5つのあごがある。あごに続いて短い食道があり、巨大な袋状で、出口のない胃がそれに続く。胃はとても大きく、盤の背面側のほとんどを占めている。すべてのクモヒトデ類は、腸と肛門を欠いている。消化作用は胃に折り込まれた10個の嚢（のう）状部分で行われる。ガス交換（呼吸）と老廃物の排出には、繊毛で裏打ちされた bursae（生殖嚢）と呼ばれる別の液嚢を用いる。生殖嚢は盤の通常海底側の腹側部表面、腕と腕の基部の間（管足帯の間）に開口する。典型的なものでは10個の生殖嚢が存在し、それぞれの生殖嚢は、胃の消化用嚢と交互に並んでいる。
ほとんどの種は雌雄異体である。盤内の生殖腺は、生殖嚢に開口している。配偶子は生殖嚢を通って自然に放出される。生殖嚢の内部で幼生を育てる種類も多い。クモヒトデ類の体腔は、他の棘皮動物に比べ、ひどく縮小している。神経系は盤の部分の周囲に配置する主要神経環から構成されている。各腕の基部で、神経環は腕の先端に達する放射神経系に繋がっている。クモヒトデ類は構造としての目を備えてはいないが、表皮に存在する受容体によって多少とも光を感知することができる。
以下では、腕について詳述する。BIODIDACによると、クモヒトデ目とユウレイモヅル目のどちらも、5つの長細い柔軟性のあるムチのような腕を備えており、腕は最長60cmに達する。炭酸カルシウムの板でできた、ちょうど脊椎骨のように、互いに連結しあった構造の腕骨 (vertebrae) が、内部から腕を支えている。腕骨は球状の突起を手のひらがくるむ形の関節を備えており、筋肉によって制御されている。盤と腕には、方解石の骨板ときゃしゃな棘が備わっている。テヅルモヅル類は巨大であるが、構造は同様である。ただし、腕は何段階も分岐している。クモヒトデ類の管足は、一般に感覚器官として機能している。ヒトデ類のような形で捕食のために用いることはない。
水管系（水循環系）は、管足に至っている。水管系には一般には1つの多孔板があるが、それを持たない種もある。（ヒトデと違い）管足には吸盤と管足瓶嚢が備わっていない。
クモヒトデ類は、すべての腕が同時に失われた場合を除き、急速に腕を再生できる。一部のトカゲが捕食者の目を欺いて逃れるために自ら尻尾を切り離す場合のように、クモヒトデ類も腕を切る（自切）ことがある。

## 運動
クモヒトデは、腕を使って移動する。ヒトデとは異なり、管足は用いない。クモヒトデは腕をくねらせることできわめて敏速に移動できる。腕にはかなりの柔軟性があり、ヘビのような、もしくは漕ぐような動きができる。

## 食性
ほとんどのクモヒトデ類は、腐肉食性か、懸濁物（デトリタス）食性である（訳注:ヒトデ類はほぼ肉食性である）。管足を用いて有機物の微粒子を口に運ぶ。小さな甲殻類や柔らかい小動物を捕食することもある。テヅルモヅル類は特に懸濁物食に適応しており、粘膜で覆われたいくつにも分かれた腕でプランクトンやバクテリアを捕らえる。

## 分類
クモヒトデ綱（蛇尾綱）Ophiuroideaの下位にはMyophiuroida亜綱とMetophiurida下綱が設定されているが、所属不明の絶滅属を除けば現生群（クラウングループ）はすべて同じ亜綱・下綱に属する。2017年以降の分類体系では、現生群は広蛇尾上目Euryophiuridaと完蛇尾上目Ophintegridaの2上目に分けられ、以下の6目に分類されている。
- 広蛇尾上目 Euryophiurida
  - ツルクモヒトデ目 Euryalida
  - クモヒトデ目 Ophiurida
- 完蛇尾上目 Ophintegrida
  - ハナビラクモヒトデ目 Amphilepidida
  - トゲナガクモヒトデ目 Ophiacanthida
  - ゴヨウクモヒトデ目 Ophioleucida
  - ムシクモヒトデ目 Ophioscolecida

## 補足情報
クモヒトデ綱以下の分類
クモヒトデ綱は、蛇尾綱とも呼ばれる。クモヒトデ綱に含まれる現生種は約2300種と多く、棘皮動物としては最も繁栄している生物群である。クモヒトデを研究する入村精一によると、クモヒトデ綱は、クモヒトデ目 (Ophiurida) とカワクモヒトデ目 (Phrynophiurida) に分かれる。上記のユウレイモヅル目は、カワクモヒトデ目の1つの科になる。入村の分類では、テヅルモヅル類はユウレイモヅル科 (Euryalidae) とテヅルモヅル科 (Gorgonocephalidae) に含まれる。
テヅルモヅル類は、盤との接合部分の直後から腕が木の枝のように2分裂してゆく。20回以上も分裂する種もあり（ただし220本に分かれるわけではない）、外見は底性の植物のようである。テヅルモヅルを漢字で表記すると、手蔓縺となる。
クモヒトデの寸法（最小〜最大）
盤の直径は0.2cm-10cm。腕の長さは盤の直径の3-30倍。
クモヒトデの体表色
オレンジ、茶色、黒、薄緑、白、灰色、紫を基調とする。腕が横しま模様になっている種類が多い。腕と盤の色がはっきりと異なるものもある。
クモヒトデの盤の構造
クモヒトデ類の体には前後、左右の区別はないが、上下の区別はある。通常海底に接している側を腹側（口側面）、反対側を背側と呼ぶ。「口は5つのあごで縁取られている」が、あご自体も口楯、側口板、口板からなる。あごの側面には口棘が、あごの先端部から内部へは歯に相当する歯棘、対歯が確認されている。歯の有無、本数、形状が種によって異なる。
クモヒトデの腕の構造
ヒトデには50本も腕を備える種が存在するが、クモヒトデは5腕か6腕である。クモヒトデ目 Ophiactidae（チビクモヒトデ科）は6腕の種類が多い。
管足は棘皮動物の特徴である。水管系の分布は神経系の分布とよく似ており、盤に環状水管が、腕に放射水管がある。放射水管の脇に管足瓶嚢という袋が並び、袋から直接管足が伸びる。管足、管足瓶嚢、水管などはすべて内部が中空になっており、体腔液が詰まっている。管足瓶嚢につながる筋肉を収縮させることで管足を伸張・収縮させ、前後に動かすこともできる。
クモヒトデの生活環
上記では有性生殖についてのみ触れられている。卵から孵化した幼生は、オフィオプルテウス (Ophiopluteus larva) と呼ばれるプランクトンで、くの字型の中央に短い6本の足が付いた形をしている。一部の無性生殖が可能な種では盤を自切し、2分裂して増える。
クモヒトデの分布
上記にあるように、水深数mから分布している。テヅルモヅル類であっても、10m前後に生息している例がある。深海底を支配している例として、キタクシノハクモヒトデ (Ophiura sarsii) の例がある。クモヒトデを研究する国立科学博物館の藤田敏彦によると、岩手県釜石沖の水深275mの海底の場合、最大体長約10cmのキタクシノハクモヒトデの生息密度が400匹/1m2に達したという（しんかい2000の探査結果による）。

## 関連文献
- “モース以来132年ぶり、珍種のクモヒトデ確認”. 読売新聞. (2010年10月1日15時03分) 2010年10月3日(日)閲覧。-- 明治時代（1878年）にエドワード・S・モースによって東京湾で発見されてから132年ぶりに宮城県南三陸町で発見された。